# Trawden Forest
Trawden Forest – wieś w Anglii, w hrabstwie Lancashire, w dystrykcie Pendle. Leży 43 km na północ od miasta Manchester i 293 km na północny zachód od Londynu.